# Noyal-Châtillon-sur-Seiche
Noyal-Châtillon-sur-Seiche é uma comuna francesa na região administrativa da Bretanha, no departamento Ille-et-Vilaine. Estende-se por uma área de 14,32 km². Em 2010 a comuna tinha 7 010 habitantes (densidade: 489,5 hab./km²).